# Храм Казанской иконы Божией Матери у Красненького кладбища
Храм Казанской иконы Божией Матери у Красненького кладбища (Казанская церковь) — православный храм в Кировском районе Санкт-Петербурга, возле Красненького кладбища. Главный храм Кировского благочиния Санкт-Петербургской епархии Русской православной церкви.

## История
Внутри ограды кладбища, вблизи нынешней Казанской церкви, в 1901 году по проекту архитектора Николая Васильева была построена деревянная Казанская церковь, тогда же при церкви была построена часовня. В советское время ни церковь, ни часовня не закрывались, а сгорели в начале 1941 года, перед Великой Отечественной войной. С конца 1936 года до ареста 25 августа 1937 года в этой церкви служил священномученик протоиерей Карп Эльб (расстрелян 24 сентября 1937 года, канонизирован 22 февраля 2001 года).
Нынешняя Казанская церковь была заложена в 2000 году. Строилась Балтийской строительной компанией по проекту архитектора Вячеслава Харитоненко и была возведена в кратчайшие сроки, став первой петербургской церковью нового тысячелетия. 9 февраля 2001 года она была освящена.

## Архитектура
Церковь выполнена в неорусском стиле. В плане она прямоугольная с двускатной прерывающейся уступами крышей. На уступах расположена декоративные стрельчатые фронтоны с заострёнными коньками, такие же фронтоны имеются и в верхней части стены по центру здания с обеих его сторон. Над входом в церковь располагается звонница, завершённая навесом с изогнутой крышей с заострённым коньком. Над центром здания возвышается шатёр. Его завершает фонарик, увенчанный позолоченной луковичной главкой с крестом.

## Духовенство
- Настоятель храма — протоиерей Валерий Дорохов[2].